# Годдард (лунный кратер)
Кратер Годдард (лат. Goddard) — крупный древний ударный кратер в Море Краевом на видимой стороне Луны. Название присвоено в честь американского учёного, одного из пионеров современной ракетной техники Роберта Годдарда (1882—1945) и утверждено Международным астрономическим союзом в 1964 г. Образование кратера относится к нектарскому периоду.

## Описание кратера

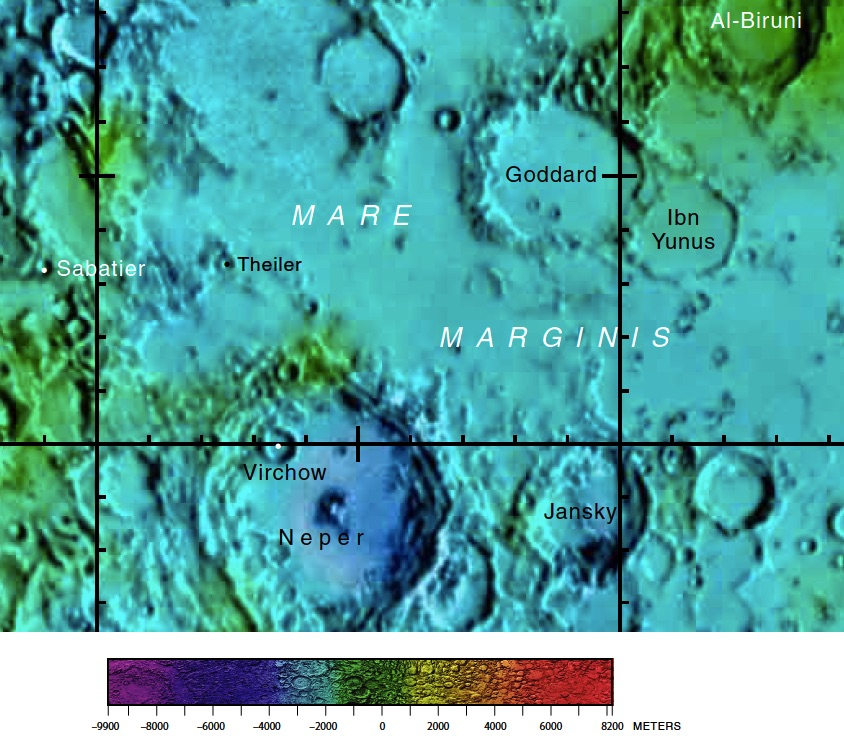
Окрестности кратера Годдард. Фрагмент карты видимой стороны Луны.

Ближайшими соседями кратера являются кратер Кеннон на северо-западе; кратер Хаббл на севере-северо-западе; кратер Аль-Бируни на северо-востоке; кратер Ибн Юнус частично перекрытый юго-восточной частью кратера Годдард; кратер Янский на юге; кратер Непер на юго-западе; а также кратер Тейлер на западе-юго-западе. Селенографические координаты центра кратера 15°09′ с. ш. 89°08′ в. д. / 15,15° с. ш. 89,13° в. д., диаметр 93,2 км, глубина 1,71 км.
За время своего существования кратер значительно разрушен, вал перекрыт множеством кратеров различного размера. Южная часть вала полностью разрушена и образовавшийся проход соединяет чашу кратера с окружающим Краевым морем. В северной части вала вторичные кратеры формируют долиноподобную структуру. Средняя высота вала кратера над окружающей местностью 1410 м, объём кратера составляет приблизительно 7600 км³. Дно чаши затоплено лавой, плоское, не имеет приметных структур за исключением множества мелких кратеров и пары более крупных кратеров в южной-юго-восточной части чаши.	
В силу своего расположения у восточного лимба Луны кратер имеет при наблюдениях с Земли искаженную форму и условия его наблюдения зависят от либрации Луны.

## Сателлитные кратеры
| Годдард | Координаты                                            | Диаметр, км |
| ------- | ----------------------------------------------------- | ----------- |
| A       | 17°04′ с. ш. 89°43′ в. д. / 17,07° с. ш. 89,71° в. д. | 11,1        |
| B       | 16°08′ с. ш. 86°56′ в. д. / 16,13° с. ш. 86,94° в. д. | 12,2        |
| C       | 16°49′ с. ш. 85°13′ в. д. / 16,81° с. ш. 85,21° в. д. | 48,2        |

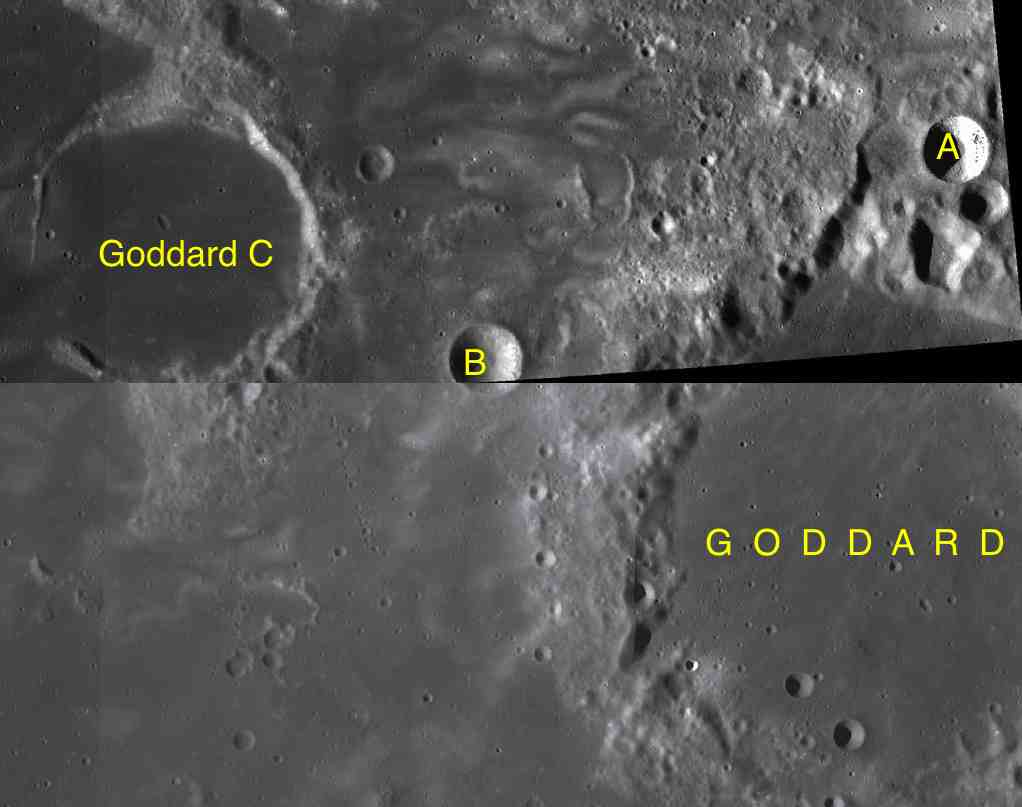
Фрагменты карт LAC-45, LAC-63.

- Образование сателлитного кратера Годдард A относится к коперниковскому периоду[1].